# Calumma nasutum
Calumma nasutum (Dumeril & Bibron, 1836) è un piccolo sauro della famiglia Chamaeleonidae, endemico del Madagascar.

## Distribuzione e habitat
L'areale di questo camaleonte si estende lungo tutto il versante orientale del Madagascar.
Il suo habitat è la foresta pluviale, tra 300 e 1.350 m di altitudine.

## Conservazione
La Lista rossa IUCN classifica C. nasutum come specie a basso rischio (Least Concern).
La specie è inserita nella Appendice II della Convention on International Trade of Endangered Species (CITES).